# Летючий корабель (казка)
«Летючий корабель» — слов'янська або східноєвропейська народна казка, що в деяких збірках вважається українською народною казкою, а також помилково російською народною казкою в інших. У російських інтерпретаціях також називається «Всесвітній дурень і летючий корабель» і «Дурень і летючий корабель».

## Сюжет
У старого і старої було троє синів: двоє мудрих і один дурний. До двох мудрих синів ставилися краще, ніж до дурного. Коли цар запропонував віддати свою доньку заміж за того, хто зможе підняти в повітря корабель, двоє мудрих синів отримали дозвіл піти, а дурний — ні. дурний син переконав батьків відпустити його, і вони відправили його з невеликою кількістю несвіжої, несмачної їжі та водою. Дорогою він зустрів старого чоловіка. Коли старий попросив їжу, дурний син відкрив свій мішок і з подивом виявив, що їжа вже не черства і не несмачна. Потім дурний син виявив, що вода перетворилася на вино після того, як він запропонував її старцю. Старець подякував дурному синові за їжу і питво, а потім розповів йому, як дурний син може піти в ліс, зрубати дерево, а потім лягти і заснути, поки його не розбудять. Дурний син так і зробив, а прокинувшись, побачив летючий корабель, на який він заліз і полетів.
Під час польоту дурний син зустрічає безліч людей. Хоча персонажі схожі, їхні імена відрізняються залежно від оповідача.
- Спочатку він бачить людину, притулену вухом до землі. Дурний син запитав чоловіка (Слухало[3]""), що він робить, на що чоловік відповів, що має неймовірний слух і прислухається, чи не зібралися люди на царський бенкет. Дурний син пропонує відвезти чоловіка туди, і той погоджується і сідає на корабель.
- Потім дурний син знаходить людину, яка стрибає на одній нозі (Скороход[3]), який каже, що коли він розв'яже другу ногу, то переступить увесь світ. Дурний син пропонує бігуню підвезти на царський бенкет, на що той погоджується.
- Потім дурний син зустрічає лучника (Стрілець)[3] з неймовірним зором, який також погоджується покататися на літаючому кораблі.
- Далі вони зустрічають ненажерливого чоловіка з неймовірним апетитом (Об'їдайло[3]), який також погоджується прийняти поїздку.
- Далі вони зустрічають людину з неймовірною спрагою (Обпивайло[3]), яка погоджується підвезти.
- Далі вони зустрічають людину, яка вміє робити сніг із соломи (Морозко[3]), який також приймає поїздку.
- Потім вони стикаються з Дровоносом[3] із чарівним деревом, який може перетворюватися на полк солдатів.[3][1]

Нарешті вони прибувають на царський бенкет і висаджуються з летючого корабля. Вважаючи їх селянами, цар вирішує дати їм п'ять нездійсненних завдань, щоб не видати за них свою дочку.
- По-перше, цар погрожує вбити дурного сина, якщо він не принесе живучої води. Слухач почув погрозу і сказав дурному синові. Потім бігун пішов набрати живучої води, але коли не повернувся, слухач почув, що він заснув. Потім стрілець розбудив бігуна стрілою, і той негайно повернувся.[3][1]

- Знову погрожуючи смертю, цар придумав інше завдання, що дурний син і його друзі повинні з'їсти неймовірну кількість, яке потім виконав Об'єдайло.
- Все ще погрожуючи смертю, цар поставив інше завдання — випити неймовірну кількість вина, яке потім і виконав Обпивайло.
- Усе ще намагаючись виконати свою обіцянку, цар покликав дурного сина до смертельно розпеченої лазні. Морозко заморозив лазню, і дурний син вижив.
- Нарешті цар зажадав від дурного сина виробити полк солдатів, інакше знову очікує смерть. Потім Дровонос використав своє чарівне дерево, щоб створити полк солдатів. Дурний син, теж був перетворений: уже не був одягнений у пошарпаний одяг, а тепер у вражаючій уніформі й їхав верхи на коні.

Побачивши це, цар і його дочка були задоволені.

## Основні ідеї казки
- Важливість дружби та взаємодопомоги. Дурень, головний герой казки, сам не зміг би виконати завдання царя. Саме завдяки своїм вірним друзям – Слухалу, Скороходу, Стрільцю, Об'їдайлу, Обпивайлу та Дровоносу – він досяг успіху. Казка підкреслює, що в складних ситуаціях важливо мати надійних друзів, які завжди готові прийти на допомогу.
- Перемога добра над злом. Дурень, хоч і має таке ім'я, виявляється доброю і щирою людиною. Завдяки своїм добрим вчинками він заслужив повагу і любов інших. Казка підкреслює, що добро завжди перемагає зло, а справедливість рано чи пізно восторжествує.
- Необхідність подолати труднощі. На шляху до мети друзям доводиться подолати багато труднощів: зустрітися з різними перешкодами, виконати складні завдання. Ця казка вчить нас не здаватися перед труднощами, а шукати шляхи для їх подолання.
- Не варто недооцінювати інших. Навіть ті, хто здається непомітним або звичайним, можуть досягти великого. Так, молодшого сина вважали Дурнем, але він досяг найбільшого успіху серед синів.
- Важливість мріяти. Летючий корабель – це символ мрії. Казка показує, що мрії можуть збуватися, якщо докладати зусиль для їх реалізації.

## Аналіз

### Казковий тип
Казку класифіковано за Класифікацією східнослов'янських народних казок (рос. СУС, трансліт. SUS), як два типи казок: SUS 513A, рос. Шесть чудесных товарищей, трансліт. Shest' chudesnykh tovarishchey, дос. «Six Wonderful Companions»  «Шість чудових супутників», і SUS 513B, рос. Летучий корабль, трансліт. Letuchiy korabl', дос. «Flying Ship» «Летючий корабель». У типі SUS 513A герой знаходить товаришів із чудовими здібностями, які допомагають йому завоювати принцесу. У типі SUS 513B герой вирізає корабель, який перетинає сушу та море.

## Адаптації

### Книги
- Ендрю Ленг переказав «Летючий корабель» у «Жовтій книзі казок» 1894 року.[13]
- Артур Ренсом переказав «Летючий корабель» у «Російських оповіданнях старого Петра» 1916 року.[14]

- Урі Шулевіц проілюстрував версію «Летючого корабля», посилаючись на переказ Артура Ренсома, і назвав її «Всесвітній дурень та літаючий корабель», який отримав медаль Калдекотта в 1969 році.[15]

### Кіно та аудіопродукція
- Радянський мультфільм «Летючий корабель» вийшов на екрани в 1979 році.
- Анімаційний фільм «Всесвітній дурень і летючий корабель» був знятий для телебачення і вийшов на екрани у Великій Британії в 1990 році.[11][16]
- «Дурень і летючий корабель» вийшов в ефір в рамках дитячого серіалу «Давно і далеко».[17][18]
- Під назвою «Дурень і літаючий корабель „ Rabbit Ears Productions підготувала аудіо виставу за участю Робіна Вільямса з музикою Klezmer Conservatory Band, яка була випущена на Showtime у 1991 році.[19][12]